# Еремеев, Сергей Васильевич
Сергей Васильевич Еремеев (1908—1988) — советский хозяйственный, государственный и политический деятель, Герой Социалистического Труда.

## Биография
Родился в 1908 году в селе Байны. Член КПСС.
В 1924—1987 гг. — батрак по найму, колхозник колхоза «Свой труд» Сухоложского района Уральской области, председатель колхоза имени Свердлова Богдановичского района Свердловской области на протяжении 53 лет.
Указом Президиума Верховного Совета СССР от 23 июня 1966 года присвоено звание Героя Социалистического Труда с вручением ордена Ленина и золотой медали «Серп и Молот».
Почётный гражданин города Богданович.
Умер в городе Богданович 4 июля 1988 года. Похоронен в родном селе.

## Награды
- Орден Ленина (08.02.1947) — «за достигнутые успехи в развитии сельского хозяйства в 1946 году, выполнение государственного плана хлебозаготовок и своевременное обеспечение семенами весеннего сева»